# Gemeinde Zembowitz
Die Gemeinde Zembowitz, polnisch Gmina Zębowice ist eine Landgemeinde (Gmina wiejska) im Powiat Oleski der Woiwodschaft Oppeln in Polen. Ihr Sitz ist das gleichnamige Dorf mit etwa 1500 Einwohnern (Juni 2007).
Die Gemeinde hat mit 44 Prozent den größten Anteil an Einwohnern der deutschen Minderheit in Polen und ist seit 2007 offiziell zweisprachig.

## Geschichte

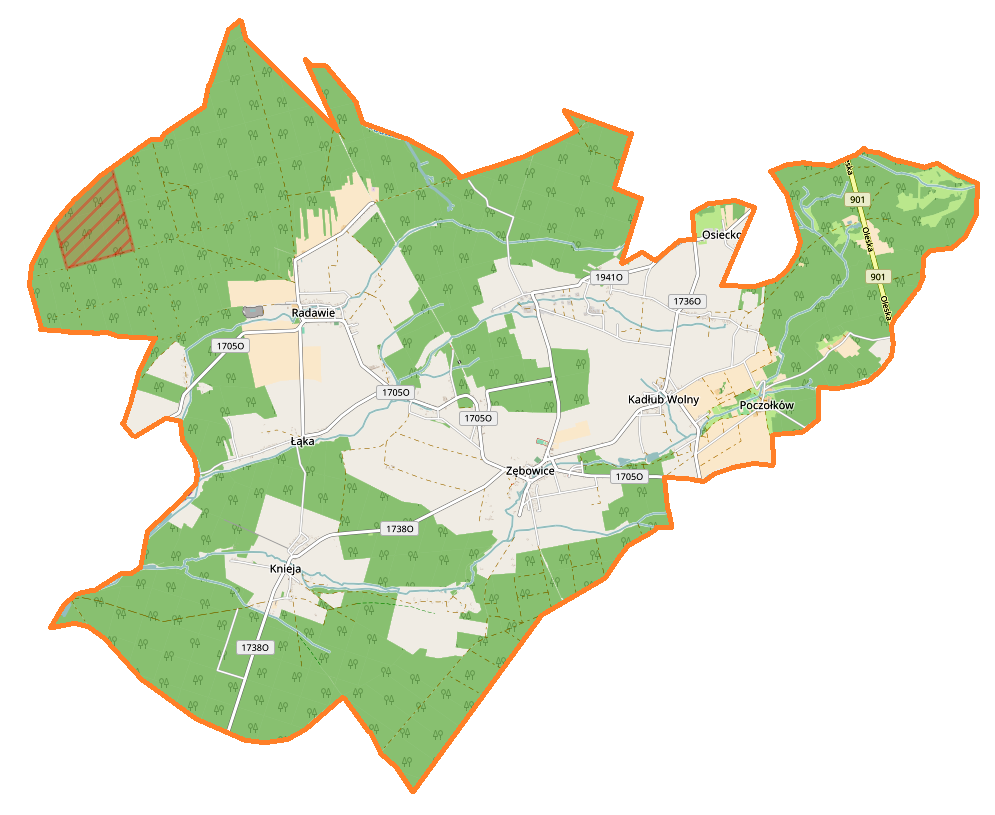
Karte der Gemeinde Zembowitz

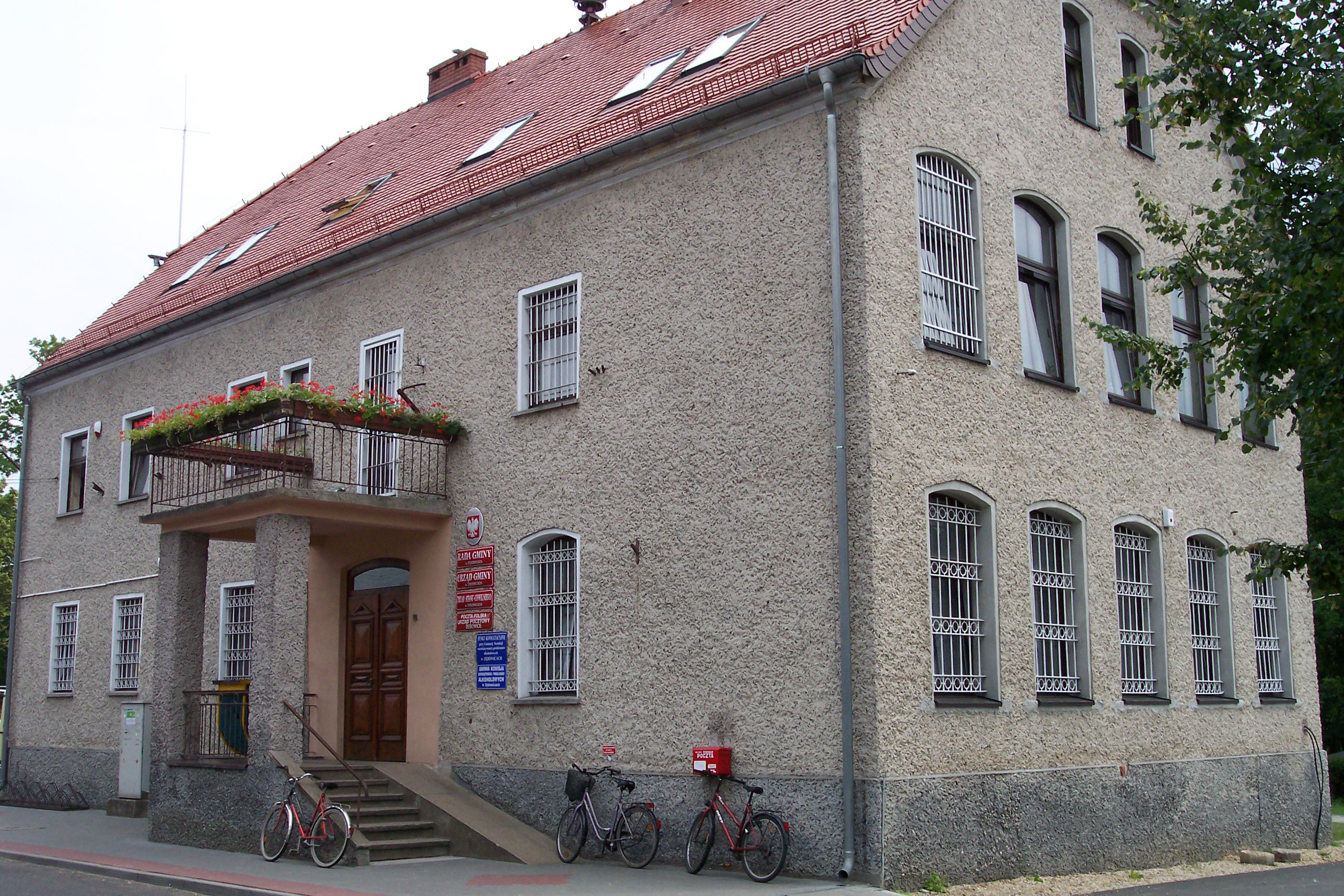
Gemeindeamt in Zembowitz

Zembowitz hatte einen Bahnhof an der Bahnstrecke Kędzierzyn-Koźle–Kluczbork. Der Personenverkehr wurde zum 12. Dezember 2004 eingestellt und die Strecke stillgelegt.
Nach der Einführung von Deutsch als zweiter Amtssprache 2007 erhielten am 19. November 2008 die Orte der Gemeinde zusätzlich amtliche deutsche Ortsnamen.

### Volkszählung 2002
Zembowitz ist neben Czissek und Klein Strehlitz die einzige Gemeinde in Polen, die mehrheitlich von Deutschen bewohnt wird (Volkszählung 2002).
| Deutsch      | 1859 | 43,9 % |
| Polnisch     | 1645 | 38,9 % |
| Schlesisch   | 654  | 15,5 % |
| keine Angabe | 67   | 1,6 %  |

## Gliederung
Die Landgemeinde (gmina wiejska) Zembowitz mit etwa 3700 Einwohnern gliedert sich in neun Dörfer mit Schulzenämtern:
- Frei Kadlub / Kadłub Wolny
- Kneja / Knieja
- Lenke / Łąka
- Oschietzko / Osiecko
- Poscholkau / Poczołków
- Pruskau / Prusków
- Radau / Radawie
- Schiedlisk / Siedliska (ca. 1845–1936 Frei Pipa)
- Zembowitz / Zębowice

Daneben umfasst die Gemeinde weitere Dörfer, die nicht den Status eines Schulzenamts innehaben, wie Borowiany (Borowian), Koschütz / Kosice, Nowa Wieś (Neudorf) und Radawka (Kolonie Radawka).

## Politik

### Gemeindevorsteher
An der Spitze der Gemeindeverwaltung steht der Gemeindevorsteher. Seit 2008 war dies Waldemar Czaja, der 2024 durch Patryk Swoboda von der Deutschen Minderheit abgelöst wurde. Die turnusmäßige Wahl im April 2024 brachte folgendes Ergebnis:
- Patryk Swoboda (Schlesische Kommunalverwaltung) 54,8 % der Stimmen
- Waldemar Czaja (Wahlkomitee „Koalition vom 15. Oktober – Wir wirken lokal“) 45,2 % der Stimmen

Damit wurde Swoboda bereits im ersten Wahlgang zum Nachfolger des langjährigen Amtsinhabers Czaja gewählt.
Die turnusmäßige Wahl im Oktober 2018 brachte folgendes Ergebnis:
- Waldemar Czaja (Wahlkomitee „Waldemar Czaja – Wirksam für die Kommune“) 57,2 % der Stimmen
- Edmund Langosz (Wahlkomitee Deutsche Minderheit) 42,8 % der Stimmen

Damit wurde Czaja bereits im ersten Wahlgang wiedergewählt.

### Gemeinderat
Der Gemeinderat besteht aus 15 Mitgliedern und wird direkt in Einpersonenwahlkreisen gewählt. Die Gemeinderatswahl 2024 führte zu folgendem Ergebnis:
- Schlesische Kommunalverwaltung (Deutsche Minderheit) 61,3 % der Stimmen, 11 Sitze
- Wahlkomitee „Koalition vom 15. Oktober – Wir wirken lokal“ 38,7 % der Stimmen, 4 Sitze

Die Gemeinderatswahl 2018 führte zu folgendem Ergebnis:
- Wahlkomitee Deutsche Minderheit 53,5 % der Stimmen, 10 Sitze
- Wahlkomitee „Waldemar Czaja – Wirksam für die Kommune“ 43,6 % der Stimmen, 5 Sitze
- Wahlkomitee „Pszylepek“ 2,9 % der Stimmen, kein Sitz